# (Till) I Kissed You
('Till) I Kissed You è una canzone scritta da Don Everly degli Everly Brothers. Venne pubblicata come singolo nel 1959 e raggiunse la posizione n° 4 nella BillBoard Hot 100. La registrazione della traccia vide Chet Atkins alla chitarra  e Jerry Allison alla batteria .

## Testo
Il brano parla di un bacio ricevuto dal protagonista e di come questo abbia cambiato la sua vita.

## Cover
- Sue Thompson incluse una cover del brano nel suo primo album Meet Sue Thompson;
- L'artista americana Connie Smith realizzò una cover del brano, inserendola nel'album The Song We Fell in Love To, uscito nel gennaio del 1976. La cover raggiunse la posizione n° 10 nella Billboard Hot Country Singles e la n° 1 nella RPM Country Tracks in Canada;
- Il brano è stato riproposto in chiave reggae da molti artisti, tra i quali: Nan McClean, Delroy Jones, Dobbie Dobson e Al Campbell.

## Classifiche
| Classifica (1959)                  | Posizione Massima |
| ---------------------------------- | ----------------- |
| U.S. Billboard Hot 100             | 4                 |
| U.S. Billboard Hot Country Singles | 8                 |
| U. S. Cashbox Top 100              | 5                 |
| U. S. Cashbox Country Singles      | 7                 |
| Australian ARIA Chart              | 2                 |
| Canadian RPM Top Singles           | 3                 |
| UK Singles Chart                   | 2                 |